# Võibla
Võibla – wieś w Estonii, w prowincji Tartu, w gminie Tartu.